# Limbašská vyvieračka
Limbašská vyvieračka je přírodní památka v katastrálním území obce Limbach v okrese Pezinok v Bratislavském kraji na Slovensku. Území bylo vyhlášeno v roce 1977 a jeho rozloha je 6,57 hektaru. Předmětem ochrany je krasový fenomén dokládající vývoje hydrografie Borinského krasu.